# Hyksosi
| S38 | N29 · Z4 | Aa1 | M12 | S29 | X1 · N25 |

| S38 | N29 · Z4 | Aa1 | M12 | S29 | X1 · N25 |

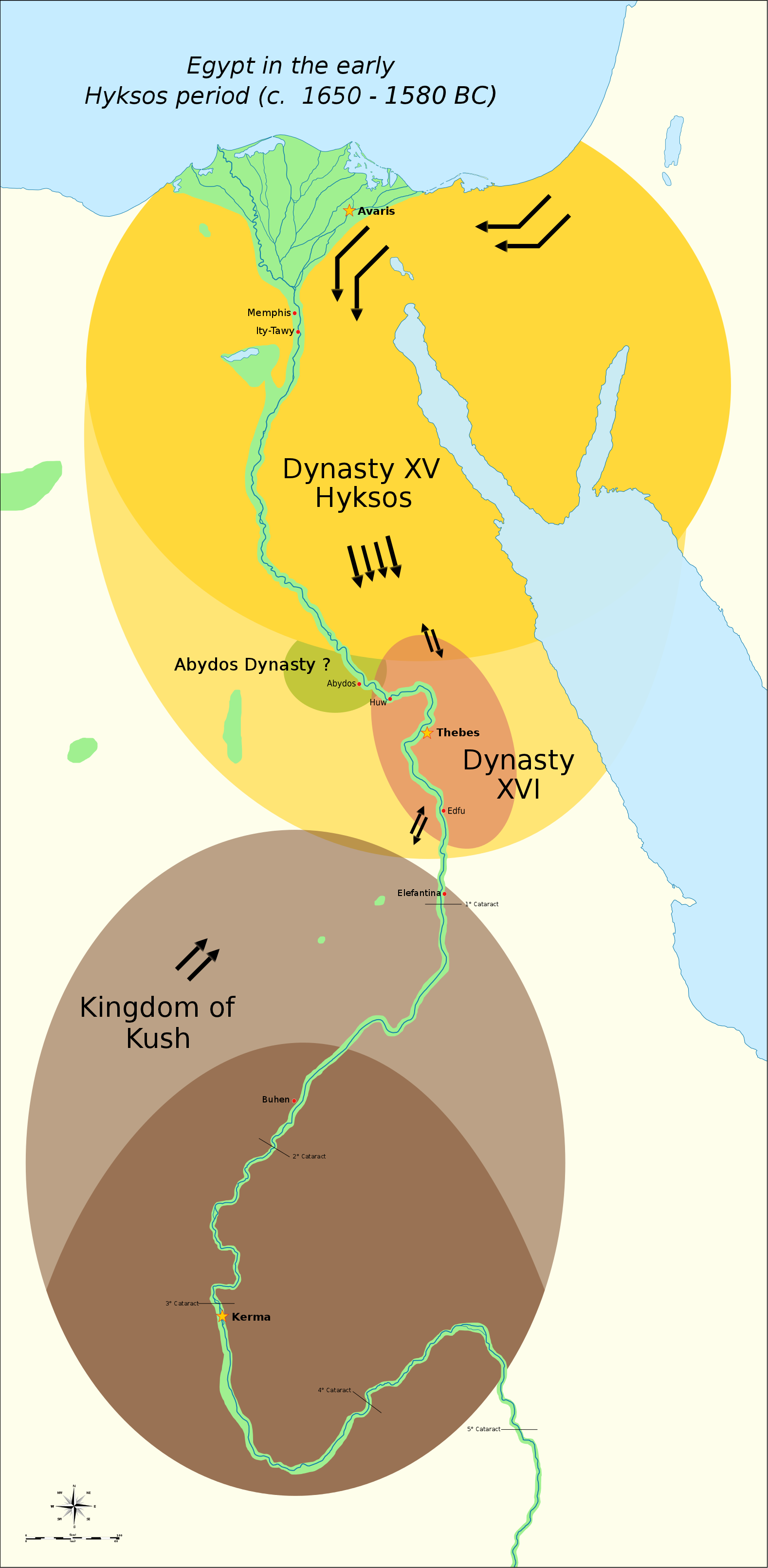
Egipt i Nubia. XVII–XVI wiek p.n.e.

Hyksosi (egip. Hekau-chasut, „władcy obcych krajów”; arab. trb. Al-Mluk ar-R`t, „królowie pasterze”; stgr. Ύκουσσώς) – termin określający niejednorodną etnicznie grupę ludów zachodnioazjatyckich (semickich i huryckich) przybyłych do delty Nilu ok. 1650–1540 p.n.e. w tak zwanym Drugim Okresie Przejściowym.
Stolicą Wielkich Hyksosów (XV dynastia według numeracji Manetona) było Awaris (egip. Hut-uret), obecnie San al-Hadżar al-Kiblija. Poza nimi wyróżnia się jeszcze dynastię Małych Hyksosów (XVI dynastia), którzy prawdopodobnie byli wasalami dynastii Wielkich Hyksosów. Osiedlili się w Farasz, Tell el-Sahaba, Bubastis, Inszas i Tell el-Jahudija.
Stosowali odmienną niż inni najeźdźcy politykę na opanowanych terenach. Nie zakładali własnej administracji, nie stosowali represji w stosunku do ludności, lecz adaptowali istniejący porządek rzeczy, wtapiając się w wielowiekową tradycję i doświadczenie. Przyjęli pismo hieroglificzne (dokonali transkrypcji swych imion), tytuły królewskie i urzędnicze.
W dziedzinie kultury i religii postępowali podobnie jak w polityce, przyjmując Seta jako głównego boga z centrum jego kultu w Awaris. Wnieśli także wielki wkład w dziedzinie techniki, głównie w wojskowości, wprowadzając zaprzęgi konne – rydwany, co zrewolucjonizowało sposób prowadzenia działań wojennych, naśladowany później przez władców Nowego Państwa. Po raz pierwszy rydwany bojowe wprowadził do swej armii Kamose. Wprowadzili do uzbrojenia również zaawansowany sposób obróbki brązu, co później pozwoliło uzyskać Egiptowi znaczną przewagę militarną względem wrogów
W wyniku działań zbrojnych podjętych przez Kamose (XVII dynastia tebańska) oraz jego brata i następcy, Ahmose I – Hyksosi zostali wyparci z Egiptu. Wyzwolenie i zjednoczenie Egiptu za czasów Ahmose dało początek powstaniu Nowego Państwa – najświetniejszej epoki w dziejach Egiptu Faraonów.

## Uproszczona tabela chronologiczna dynastii hyksoskich itebańskiej
| Drugi Okres Przejściowy |                     |                          |                                    |
| Rok p.n.e.              | XIII/XIV dynastia   | XV/XVI dynastia – Awaris | XVII dynastia – Teby               |
| 1674                    | Dedumesiu I         |                          |                                    |
|                         |                     | Szeszi/Salitis           |                                    |
|                         | Dedumesiu II        |                          |                                    |
|                         | Senebiu             |                          |                                    |
|                         | Dżedkare            |                          |                                    |
|                         | Montuemsaf          |                          |                                    |
| 1650                    |                     | Jakob-Har                |                                    |
|                         |                     |                          | Rahotep                            |
|                         |                     |                          | Antef V                            |
|                         |                     |                          | Sobekemsaf II                      |
|                         |                     | Chian                    | Dżehuti                            |
| 1633                    | koniec XIV dynastii |                          | Mentuhotep VII                     |
|                         |                     |                          | Nebirau                            |
|                         |                     |                          | Antef VII                          |
|                         |                     | Apopis I                 |                                    |
| 1594                    |                     |                          | Senachtenre Ahmose                 |
| 1592                    |                     |                          | Sekenenre Tao                      |
|                         |                     | Apopis II                |                                    |
|                         |                     |                          | Kamose                             |
| 1550                    |                     |                          | początek XVIII dynastii – Ahmose I |